# Blemmya
En blemmya er et sagnvæsen. Det afbildes oftest som et menneske uden hoved, men med øjne, næse og mund placeret på kroppen i stedet. De bliver også kaldt hovedløse eller akefaler.

## Plinius den Ældre
Sagnet om blemmyaerne kan føres tilbage til Plinius den Ældre. Han omtaler blemmyaerne som et afrikansk folk, og skriver: "Blemmyes traduntur capita abesse, ore et oculis pectore adfixis" ("Det siges at blemmyaerne ikke har noget hoved, og at deres mund og øjne er på deres bryst").

## Blemmyaerne ved Nilen
Antikke kilder nævner en nomadestamme som levede vest for Nilen, som blev kaldt blemmyaere. Specielt omkring midten af det 3. århundrede skabte de problemer i den romerske provins Aegyptus og i kongeriget Meroë ved at røve og plyndre og gøre handelsvejene usikre.

## Blemmyaer i kirkekunsten
Efterhånden er blemmyaerne blevet rene sagnvæsner. Billeder af en blemmya (uden hoved og med ansigtet på brystet) er tit blevet brugt af den katolske kirke til at repræsentere fråseri, som er en af de syv dødssynder. Det er derfor ikke ualmindeligt at se en blemmya afbildet på kalkmalerier i danske middelalderkirker.
| Mytologi | Spire Denne artikel om mytologi er en spire som bør udbygges. Du er velkommen til at hjælpe Wikipedia ved at udvide den. |